# Stylaster cocosensis
Stylaster cocosensis är en nässeldjursart som beskrevs av Stephen D. Cairns 1991. Stylaster cocosensis ingår i släktet Stylaster och familjen Stylasteridae. Inga underarter finns listade i Catalogue of Life.